# Anthicus thyreocephalus
Anthicus thyreocephalus is een keversoort uit de familie snoerhalskevers (Anthicidae). De wetenschappelijke naam van de soort is voor het eerst geldig gepubliceerd in 1867 door Solsky.